# Chaerophyllum villarsii
Chaerophyllum villarsii là một loài thực vật có hoa trong họ Hoa tán. Loài này được W.D.J.Koch mô tả khoa học đầu tiên năm 1835.

## Hình ảnh

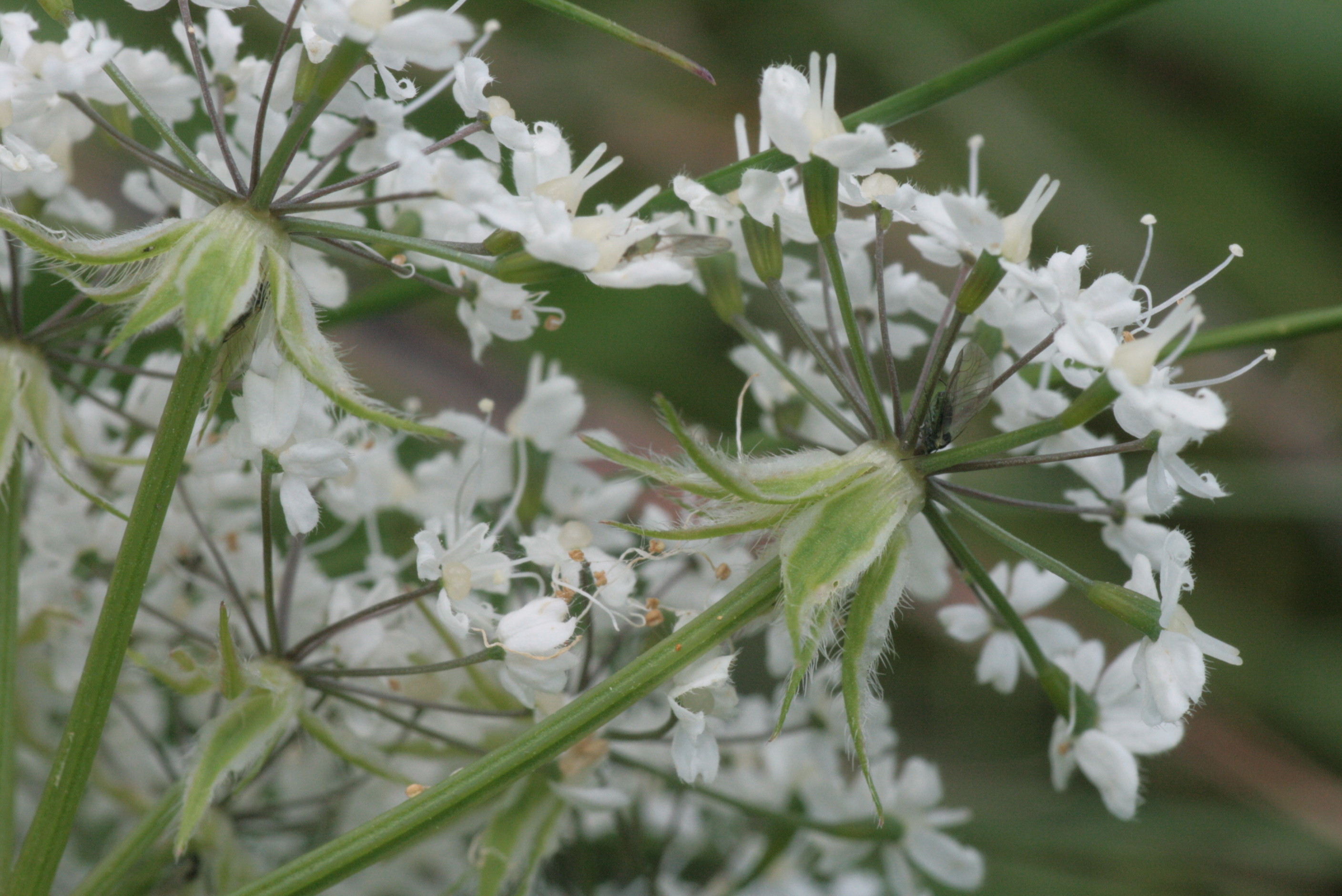
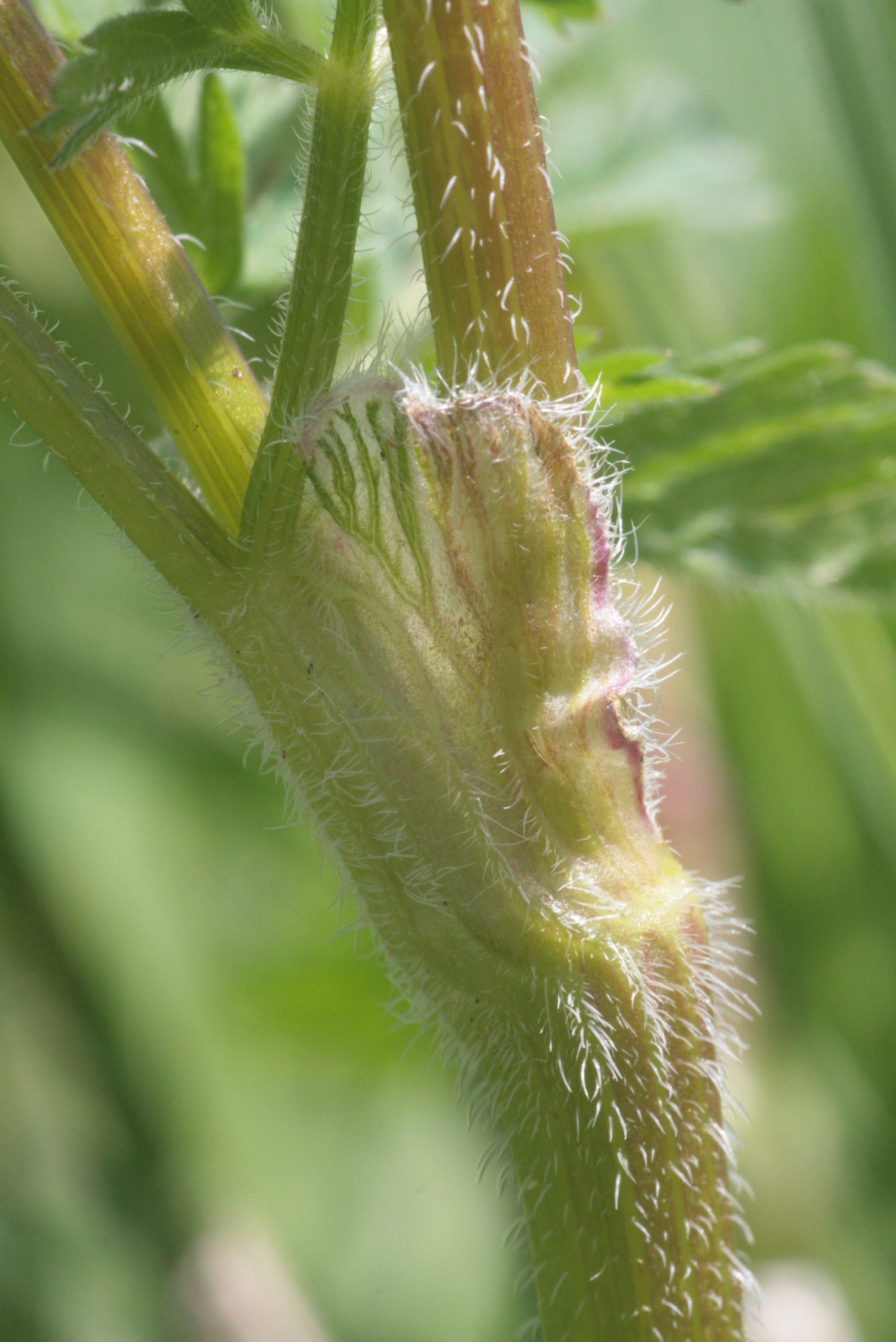
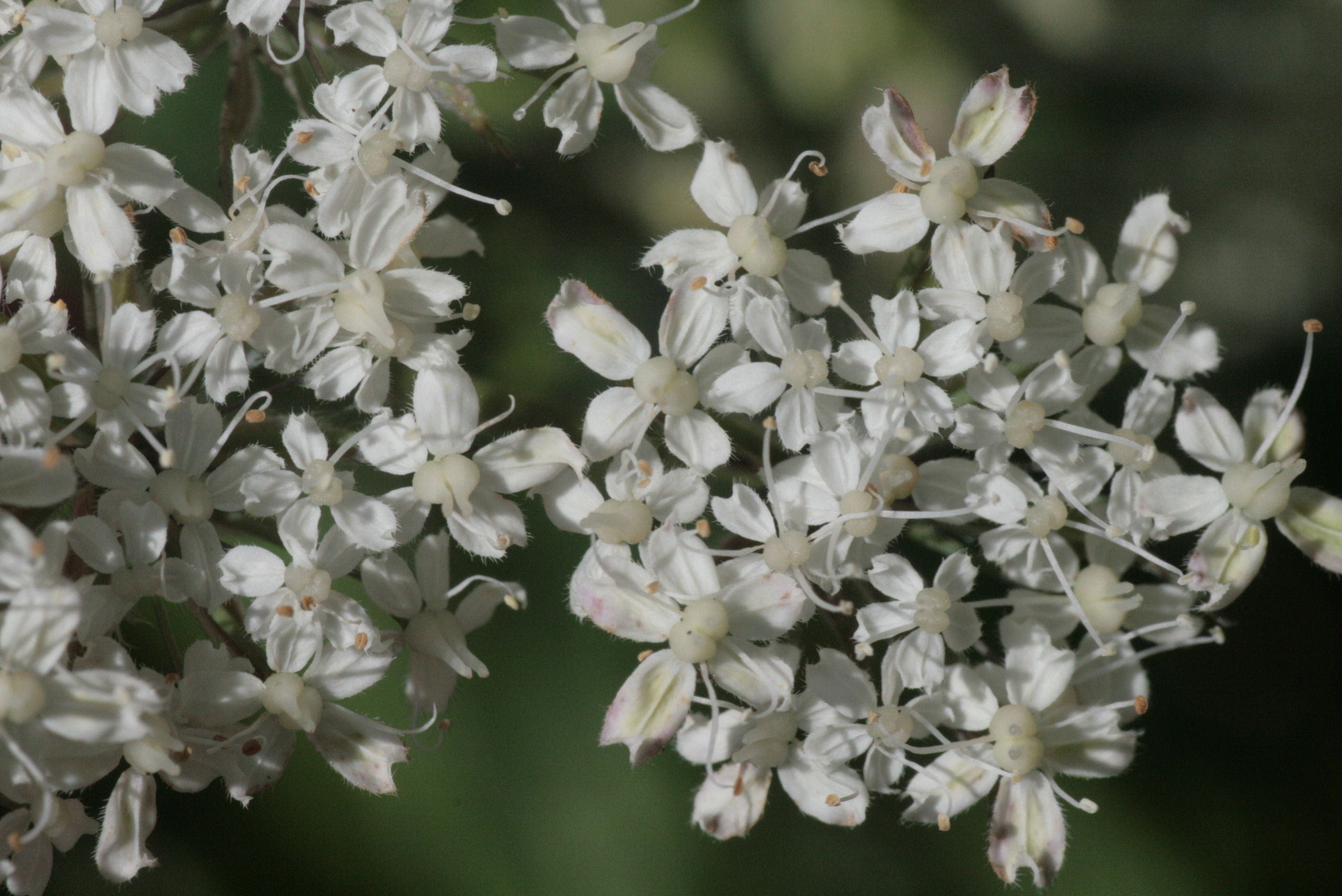